# Mary Bedford
Mary Bedford (Sudáfrica, 27 de marzo de 1907-Durban, 8 de septiembre de 1997) fue una nadadora sudafricana especializada en pruebas de estilo libre, donde consiguió ser medallista de bronce olímpica en 1928 en los 4 x 100 metros.

## Carrera deportiva
En los Juegos Olímpicos de Ámsterdam 1928 ganó la medalla de bronce en los relevos de 4 x 100 metros estilo libre, con un tiempo 5:13.4 segundos), tras Estados Unidos (oro) y Reino Unido (plata); sus compañeras de equipo fueron las nadadoras: Freddie van der Goes, Rhoda Rennie y Kathleen Russell.